# József Noa
József Noa (ur. 21 października 1856 w Nagybecskereku, zm. 1 czerwca 1903 w Budapeszcie) – węgierski szachista, z zawodu sędzia.
Założyciel klubu szachowego Neusatz. Mimo że nie wygrał żadnego znaczącego turnieju szachowego, w swojej karierze pokonał wielu mistrzów szachowych – Czigorina, Masona i Blackburne’a w 1882 w Wiedniu, dwukrotnie Birda w 1883 w Londynie, w 1885 w Hamburgu Gunsberga, w 1887 we Frankfurcie Zuckertorta i Mackkenziego, w 1896 w Budapeszcie Maróczyego.
Według retrospektywnego systemu Chessmetrics, najwyżej sklasyfikowany był w listopadzie 1884 roku, zajmował wówczas 16. miejsce na świecie.